# امبوهیتراریو
امبوهیتراریو (به لاتین: Ambohitrarivo) یک سکونتگاه مسکونی در ماداگاسکار است که در آلائوترا-مانگورو واقع شده‌است.

## خصوصیات
امبوهیتراریو ۲۳٬۰۰۰ نفر جمعیت دارد و ۷۶۱ متر بالاتر از سطح دریا واقع شده‌است.